# Свольшевиці-Малі
Свольшевиці-Малі (пол. Swolszewice Małe) — село в Польщі, у гміні Томашув-Мазовецький Томашовського повіту Лодзинського воєводства.
Населення — 343 особи (2011).
У 1975-1998 роках село належало до Пйотрковського воєводства.

## Демографія
Демографічна структура станом на 31 березня 2011 року:
|          | Загалом | Допрацездатний вік | Працездатний вік | Постпрацездатний вік |
| -------- | ------- | ------------------ | ---------------- | -------------------- |
| Чоловіки | 162     | 37                 | 115              | 10                   |
| Жінки    | 181     | 40                 | 106              | 35                   |
| Разом    | 343     | 77                 | 221              | 45                   |